# Казале ди Пари
Казале ди Пари (итал. Casale di Pari) је насеље у Италији у округу Гросето, региону Тоскана.
Према процени из 2011. у насељу је живело 176 становника. Насеље се налази на надморској висини од 455 м.